# Federazione Italiana Volo Libero

Il nuovo logo della Federazione Italiana Volo Libero

La ASD Associazione Nazionale Piloti Volo Libero (FIVL) è un ente di diritto privato con sede a Torino il cui fine è promuovere la pratica del volo libero senza motore e coordinarne l'attività agonistica in Italia. In pratica raggruppa gli sportivi che si dedicano al volo libero in deltaplano, parapendio e, da alcuni anni, anche coloro che praticano l'aquilonismo sportivo, a filo e da trazione. Gli associati sono raccolti in sodalizi sportivi locali. La FIVL pubblica in proprio il notiziario mensile "Volo Libero".

## Storia
La FIVL si costituì legalmente a Cortina d'Ampezzo il 26 marzo 1976. I soci fondatori furono Alessandro Zardini, Enrico Kostner, Natale Campiglia, Gioppo Gaetano, Massimiliano Dadiè, il dott. Otto Holzknecht, Alfio Caronti, Jean Marie Clement, Karl Heinz Ausserhofer, Peter Skaarup, Flavio Ceccato.
Nel 2013 AeCI introduce un nuovo statuto che esclude le Federazioni Sportive Aeronautiche. Nasce quindi la FIVL Associazione Nazionale Piloti di Volo Libero, costituita come associazione sportiva dilettantistica, che prosegue la propria attività in continuità con il lavoro svolto negli anni precedenti.

## Presidenti nel tempo
- 1976-1977 Natale Campiglia
- 1977-1985 Dr. Mario Prezioso
- 1985-1989 Gianni Menegotto
- 1989-2007 Pietro Bacchi
- 2007-2014 Luca Basso
- 2014-2018 Manuel Spongia
- 2018 Federico Ennio Favero

## Struttura organizzativa
L'organo di indirizzo è il Consiglio Direttivo, eletto dall'assemblea dei soci. Al Consiglio si affianca un Ufficio Stampa che gestisce le presenze in internet e i comunicati stampa. La gestione ordinaria ed operativa è demandata dall'ufficio di segreteria in Torino.
L'attuale consiglio direttivo è composto dal presidente Federico Ennio Favero, dal vice presidente Fabio Pasquali e dai consiglieri Patty Conti, Isabella Oderda, Emiliano Narcisi, Rodolfo Saccani, Damiano Zanocco, Dora Arena, Cesare De Pieri. L'Ufficio Stampa è gestito da Gustavo Vitali. La rivista "Volo Libero" è gestita da Luca Basso.

## Ruolo internazionale
FIVL è membro fondatore di EHPU (European Hang Gliding and Paragliding Union), organizzazione europea che rappresenta circa centomila piloti di volo libero. Rodolfo Saccani ricopre il ruolo di chairman dell'European Safety and Training Committee, organo tecnico di EHPU che si occupa prevalentemente di sicurezza del volo.
Attraverso EHPU, è associata ad EAS (Europe Air Sports), organizzazione che si occupa di rappresentare gli sport aerei presso EASA (European Aviation Safety Agency) ed Eurocontrol, e di relazionarsi con la Commissione Europea e con il Parlamento Europeo al fine di contribuire ad un framework normativo che non sia inutilmente penalizzante nei confronti delle discipline dell'aria.
Attraverso Rodolfo Saccani, FIVL contribuisce ai lavori del Working Group 6 (WG6) del Technical Group 136 (TC136), il gruppo di lavoro che in seno al CEN elabora le norme europee di certificazione delle attrezzature da parapendio:
- resistenza strutturale delle ali da parapendio (EN926-1)
- certificazione della sicurezza passiva in volo (EN926-2)
- test di conformità degli imbraghi e alle protezioni dorsali (EN1651)
- test di conformità dei caschi per il volo libero (EN966)

FIVL collabora anche con CIVL, organo della FAI (Federazione Aeronautica Internazionale) che si occupa di volo libero. FIVL è autorizzata da CIVL ad emettere le IPPI card (certificazioni del livello di preparazione) ai piloti italiani di volo libero.

## Aderenti
Oltre quattromila soci iscritti, 180 club attivi, 81 scuole, 266 istruttori di deltaplano e parapendio.